# Brawley (Californie)
Pour les articles homonymes, voir Brawley.
Brawley est une municipalité du comté d'Imperial en Californie, aux États-Unis. Sa population était de 24 953 habitants au recensement de 2010.

## Géographie
Selon le Bureau du recensement des États-Unis, la ville a une superficie de 15,1 km2.

## Démographie
| 1910 | 1920  | 1930   | 1940   | 1950   | 1960   |
| ---- | ----- | ------ | ------ | ------ | ------ |
| 881  | 5 389 | 10 439 | 11 718 | 11 922 | 12 703 |

| 1970   | 1980   | 1990   | 2000   | 2010   | - |
| ------ | ------ | ------ | ------ | ------ | - |
| 13 746 | 14 946 | 18 923 | 22 052 | 24 953 | - |

## Transports
Brawley possède un aéroport (Brawley Municipal Airport, code AITA : BWC).